# Steyr XII

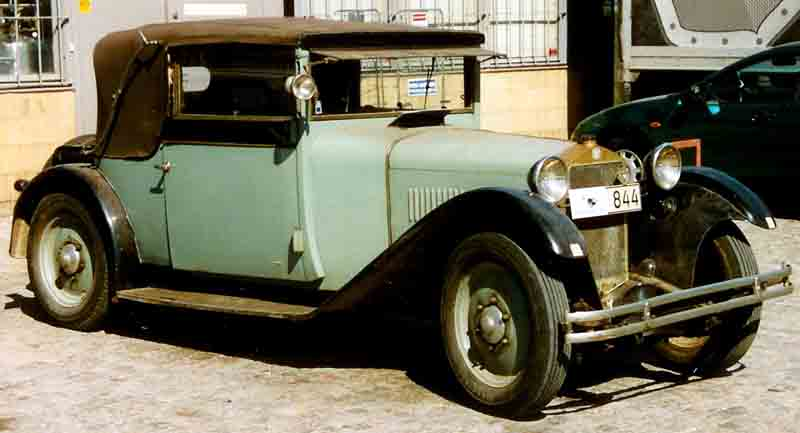
Steyr XII Cabriolet (1929)

Der Steyr XII ist ein Pkw der Mittelklasse, den die Automobilfirma Steyr als erstes Modell der „zweiten Generation“ 1925 herausbrachte. Der Wagen wurde von Anton Honsig entworfen. Er wurde im Oktober 1925 auf der Olympia Show in London vorgestellt und stieß aufgrund seiner modernen Konstruktion und seiner Wirtschaftlichkeit auf großes Interesse.
Der Wagen hatte einen vorn eingebauten 6-Zylinder-Reihenmotor, der über ein 4-Gang-Getriebe die Hinterräder antrieb. Die Vorderräder waren an Starrachsen befestigt und hatten Längsblattfedern. Die hintere Pendelachse besaß eine Querblattfeder. Bis 1929 wurden von diesem Fahrzeug – auch 6/30 PS genannt – 11.124 Exemplare hergestellt.
1929 erschien das größere Nachfolgemodell XX.

## Technische Daten
| Typ                   | XII                 |
| Bauzeitraum           | 1925–1929           |
| Aufbauten             | T4, L4, Cb2         |
| Motor                 | 6 Zyl. Reihe 4 Takt |
| Ventile               | hängend (ohv)       |
| Bohrung × Hub         | 61,5 mm × 88 mm     |
| Hubraum               | 1568 cm³            |
| Leistung (PS)         | 30                  |
| Leistung (kW)         | 22                  |
| Verbrauch             | 13 l / 100 km       |
| Höchstgeschwindigkeit | 85 km/h             |
| Leergewicht           | 1110–1250 kg        |
| Zul. Gesamtgewicht    | 1500–1650 kg        |
| Elektrik              | 12 Volt             |
| Länge                 | 4220 mm             |
| Breite                | 1550 mm             |
| Höhe                  | 1600–1740 mm        |
| Radstand              | 3000 mm             |
| Spur vorne / hinten   | 1280 mm / 1280 mm   |
| Wendekreis            |                     |

- T4 = 4-türiger Tourenwagen
- L4 = 4-türige Limousine
- Cb2 = 2-türiges Cabriolet, Karosserie von Gläser-Karosserie

## Quelle
Werner Oswald: Deutsche Autos 1920–1945, Motorbuch Verlag Stuttgart, 10. Auflage (1996), ISBN 3-87943-519-7